# Дули, Томас
То́мас Э́нтони Ду́ли (англ. Thomas Anthony Dooley; род. 12 мая 1961, Беххофен, Рейнланд-Пфальц, ФРГ) — американский футболист немецкого происхождения, защитник, известный по выступлениям за сборную США. Участник чемпионатов мира 1994 и 1998 года. На протяжении долгого времени был капитаном национальной команды. Ныне — технический директор вьетнамского клуба «Тхеконг-Вьеттел».

## Клубная карьера
Дули родился в семье американского военного и немки в Германии. В 1984 присоединился к немецкому клубу «Хомбург». 9 августа в матче против «Фортуны» из Кёльна Томас дебютировал за клуб. В сезоне 1985/1986 он с 13 мячами стал лучшим бомбардиром команды и помог клубу выйти в первый дивизион.
Летом 1988 года Дули перешёл в «Кайзерслаутерн». В сезоне 1989/1990 года он вместе с командой выиграл Кубок Германии. В следующем сезоне Томас выиграл немецкую Бундеслигу. Осенью 1991 года Дули дебютировал в Кубке европейских чемпионов. В 1993 году он перешёл в «Байер». 19 августа в матче против своей бывшей команды «Кайзерслаутерна» он дебютировал за «аптекарей». В команде Томас отыграл сезон после чего перешёл в «Шальке 04». 12 августа в поединке против «Кёльна» он дебютировал за новый клуб. В 1997 году Дули вместе с командой выиграл Кубок УЕФА.
Летом 1997 года Томас переехал в США, где присоединился к команде «Коламбус Крю». По итогам сезона он попал в символическую сборную MLS, а через год повторил это достижение. В 1998 году Дули дошёл вместе с командой до финала Кубка Ламара Ханта.
28 января 2000 года Томас был обменян в «Метростарз» на Майка Дьюхейни. В составе нью-йоркской команды он провёл один сезон, после чего завершил карьеру в возрасте 39 лет.

## Карьера в сборной
30 мая 1992 года в матче против сборной Ирландии Дули дебютировал за сборную США.
В 1993 году Томас принял участие в Золотом кубке КОНКАКАФ 1993, где завоевал серебряные медали. В 1994 году Дули попал в заявку на участие в домашнем чемпионате мира. На турнире он принял участие в поединках против сборных Колумбии, Румынии и Бразилии. После мундиаля он защищал цвета страны на Кубке Америки 1995, а также Золотых кубках КОНКАКАФ 1996 и 1998 годов.
В 1998 году, после того как Джон Харкс был отлучён от сборной, Дули стал капитаном национальной команды и поехал вместе с ней на чемпионат мира во Францию. На турнире он принял участие во всех трёх матчах, но команда не смогла выйти из группы.

## Тренерская карьера
После завершения карьеры футболиста в сезоне 2002/2003 тренировал немецкий клуб «Саарбрюккен».

## Достижения
Командные
 «Кайзерслаутерн»
- Чемпион Германии: 1990/1991
- Обладатель Кубка Германии: 1989/1990

 «Шальке 04»
- Обладатель Кубка УЕФА: 1996/1997

Международные
 США
- Золотой кубок КОНКАКАФ: 1993, 1998
- Золотой кубок КОНКАКАФ: 1996

Индивидуальные
- Футболист года в США: 1993
- Член Зала славы футбола США: 2010
- Член символической сборной MLS: 1997, 1998